# Herald Investment Trust
Herald Investment Trust plc ist eine britische Investmentgesellschaft mit Sitz in London.
Sie investiert weltweit in Wertpapiere von kleineren börsennotierten Unternehmen der Bereiche Telekommunikation, Multimedia und Technologie. Die geographische Verteilung der Investments ist (Stand Mai 2024) Vereinigtes Königreich 39,6 %, Nordamerika 30,6 %, EMEA 10,6 %, Japan  und Asien-Pazifik 10,9 %.
Im Dezember 2023 beliefen sich die verwalteten Mittel auf insgesamt 1,307 Mrd. Pfund.
Die Fondsmanagerin des Trusts ist Katie Potts von Herald Investment Management Limited.
Das Unternehmen ist an der Londoner Börse gelistet und Teil des FTSE 250 Index.